# Terenzio Mamiani
Terenzio Mamiani, ou Terenzio, Conde Mamiani della Rovere (Pésaro, 19 de setembro de 1799 - Roma, 21 de maio de 1885) foi um escritor, filósofo, diplomata e estadista italiano.
Nasceu em Pesaro. Participou nos levantamentos de Bolonha, decorrentes da eleição do papa Gregório XVI, e foi eleito deputado por Pesaro na assembleia. Posteriormente foi nomeado ministro do Interior. Mas, no colapso do movimento revolucionário, foi exilado. Não retornou à Itália com a amnistia que foi oferecida após a eleição do papa Pio IX em 1846, porque se recusou a assinar a declaração de lealdade que era necessária como condição de amnistia. A pressão dos revolucionários de 1848 obrigou o Papa a permitir que o Conde voltasse a Roma para formar um ministério em 4 de maio de 1848, mas renunciou mais tarde nesse ano, devido a conflitos com o Papa.
Terenzio Mamiani retirou-se depois para Génova, onde trabalhou para a unificação italiana, tendo sido eleito deputado em 1856 e, em 1860, tornou-se ministro da educação no governo de Cavour. Em 1863 foi ministro plenipotenciário para a Grécia e, em 1865, para a Suíça, e depois senador e conselheiro de estado. Enquanto isso, havia fundado em Génova em 1849 a Academia de Filosofia e, em 1855, foi nomeado professor da história da filosofia em Turim. Publicou vários volumes, não só sobre temas filosóficos e sociais, mas de poesia, entre eles Rinnovamento della filosofia antica italiana (1836), Teoria della Religione e dello slato (1869), Kant e l'ontologia (1879), Religione deli avenire (1880), Di un nuovo diritto europeo (1843, 1857). Morreu em Roma em 21 de maio de 1885.